# Alakourtti
Alakourtti (en russe : Алакуртти ; en finnois : Alakurtti) est un village de l'extrême nord-ouest de la Russie situé dans le raïon de Kandalakcha dépendant de l'oblast de Mourmansk. C'est le centre administratif du territoire rural du même nom qui se trouve au sud-ouest de l'oblast. Sa population s'élevait à 3 424 habitants en 2010.

## Histoire
Le village accueillait autrefois un campement de Lapons (Samis). Il doit son nom à Heinrich Kurtti qui était le propriétaire seigneur des lieux au milieu du XVIIe siècle. Une autre version donne la racine suivante à ce nom: ala en finnois, dépression ou faille, et kurtti, ridé ou rugueux.
En 1833, le territoire est intégré au grand-duché de Finlande qui est associé à la couronne de Russie. En 1918, l'intervention alliée dans le nord de la Russie entraîne une occupation de la région qui se détache de la Russie bolchévique. Alakurtti (selon la graphie finnoise) fait partie de la province de Laponie de la nouvelle Finlande. Sa population s'élevait alors à 550 habitants. 

### Seconde Guerre mondiale
La guerre d'Hiver provoque de durs combats dans cette zone. Le 30 novembre 1939, en se retirant, les troupes finlandaises brûlent le village. En 1940, la Finlande perd sa souveraineté dans la région au profit de l'Union soviétique. Alakourtti intègre alors la république socialiste soviétique autonome de Carélie. Une ligne de chemin de fer de 90 km est construite de la ville de Kandalakcha à la frontière finlandaise en passant par le village où s'installe un régiment de fusiliers. L'ancien village n'existe plus, mais un nouveau village est construit à partir de 1940 autour de la gare sur la rive orientale de la rivière Tountsayoki (en finnois : Tuntsajoki). À la fin de l'année 1941, la Wehrmacht et son alliée, l'armée finlandaise occupent la région. Les Allemands construisent un aérodrome militaire afin de bombarder la région de Kandalakcha et la voie ferrée menant à Kirovsk. Le premier radar allemand de la zone est installé ici. Le village est vidé de sa population civile et ne comprend que des régiments de soldats finlandais (6e division d'infanterie) et allemands (169e régiment d'infanterie de chasseurs). La ligne de front passe à proximité de la rivière Verman et du lac du même nom, jusqu'en septembre 1944. Elle se trouve à 20 km d'Alakurtti.
L'Armée rouge parvient à 10 km à l'est d'Alakurtti le 1er septembre 1944. Les combats se poursuivent, jusqu'à ce que les forces allemandes se replient en Norvège. Les Soviétiques font leur entrée à Alakurtii, le 14 septembre 1944.

### Après guerre
Le village est reconstruit et est intégré à l'oblast de Mourmansk en 1953.

### Depuis les années 1990

Panorama d'Alakourtti

Un programme de construction d'immeubles d'habitation pour six cents personnes est mis en route en 1993 et 1994 afin d'accueillir des familles d'officiers russes ayant quitté les dernières bases d'Allemagne. La route Kandalakcha-Alakourtti est asphaltée en 1997.
Un point de passage routier est construit en 2002 à la frontière russo-finlandaise, à Salla, à 72 km à l'ouest d'Alakourtti.

## Éducation et culture
Le village comprend deux jardins d'enfants, une école primaire et moyenne, une bibliothèque, une maison de la culture et un cercle d'officiers.

## Culte
Église orthodoxe Saint-Alexandre-Nevski (éparchie de Mourmansk)

## Aérodrome militaire
L'aérodrome militaire d'Alakourtti se trouve à 3 km au nord-ouest du village. C'est ici qu'est basée la 85e escadre d'hélicoptères de la VIe armée de l'air.

## Personnalités liées à la ville
- Galina Chirchina (1979-), femme politique russe.

## Jumelage
- Pelkosenniemi